# Anne de Jésus Marie de Bragance
Anne de Jésus Marie de Bragance (en portugais : Ana de Jesus Maria de Bragança), infante de Portugal et, par son mariage, marquise de Loulé, est née le 23 octobre 1806 à Mafra, au Portugal, et morte le 22 juin 1857 à Rome, dans les États pontificaux. Membre de la maison de Bragance, elle prend position en faveur de sa nièce Marie II de Portugal, contre son frère le roi-consort Michel de Portugal, au moment de la Crise de succession portugaise de 1826-1834.

## Famille
Membre de la maison de Bragance, l'infante Anne de Jésus est la fille cadette du roi Jean VI de Portugal (1767-1826) et de son épouse l'infante Charlotte-Joachime d'Espagne (1775-1830).
Par son père, elle est donc la petite-fille de la reine Marie Ire de Portugal (1734-1816) et de son époux le roi-consort Pierre III de Portugal (1717-1786) tandis que, par sa mère, elle a pour grands-parents le roi Charles IV d'Espagne (1748-1819) et la reine Marie-Louise, née princesse de Parme (1751-1819).
Le 5 décembre 1827, elle épouse dom Nuno de Mendoça (1804-1875), 2e marquis de Loulé et comte de Vale de Reis, fils d'Agostinho de Mendoça (1780-1824), 1er marquis de Loulé et comte de Vale de Reis, et de Maria Margarida do Carmo de Lorena e Menezes (1781-1852), descendante par sa grand-mère maternelle de la maison de Lorraine et de la maison de Cadaval.
De ce mariage (inégal mais réalisé avec le consentement de la régente Isabelle-Marie de Bragance, au nom de la reine Marie II), naissent cinq enfants :
- Ana Carlota de Mendoça Rolim de Moura Barreto (1827-1893), mariée au 3e comte de Linhares (d'où postérité : 12 enfants) ;
- Maria do Carmo de Mendoça Rolim de Moura Barreto (1829-1907), mariée au 3e comte de Belmonte (d'où postérité : 7 enfants) ;
- Pedro José Agostinho de Mendoça Rolim de Moura Barreto (1830-1909), 2e duc de Loulé (d'où postérité : 2 filles) ;
- Maria Amália de Mendoça Rolim de Moura Barreto (1832-1880), mariée à Don João Salazar de Mascarenhas (union annulée, d’où postérité : 1 fils), puis devenue religieuse ;
- Augusto Pedro de Mendoça Rolim de Moura Barreto (1835-1914), 3e comte d'Azambuja (d'où postérité : 13 enfants).

L'époux de l'infante Anne de Jésus, Dom Nuno de Mendoça, marquis de Loulé, est élevé et titré 1er duc de Loulé en 1862.

## Biographie

### Une jeunesse brésilienne
Née près de Lisbonne en 1806, l'infante Anne de Jésus part, dès l'année suivante, dans la colonie du Brésil avec sa famille du fait de l'invasion du Portugal par les forces napoléoniennes. Elle y passe toute son enfance et grandit à Rio de Janeiro, ville qu'elle ne quitte qu'en 1821, lorsque son père décide de rentrer en Europe sous l'injonction de la Révolution libérale portugaise.

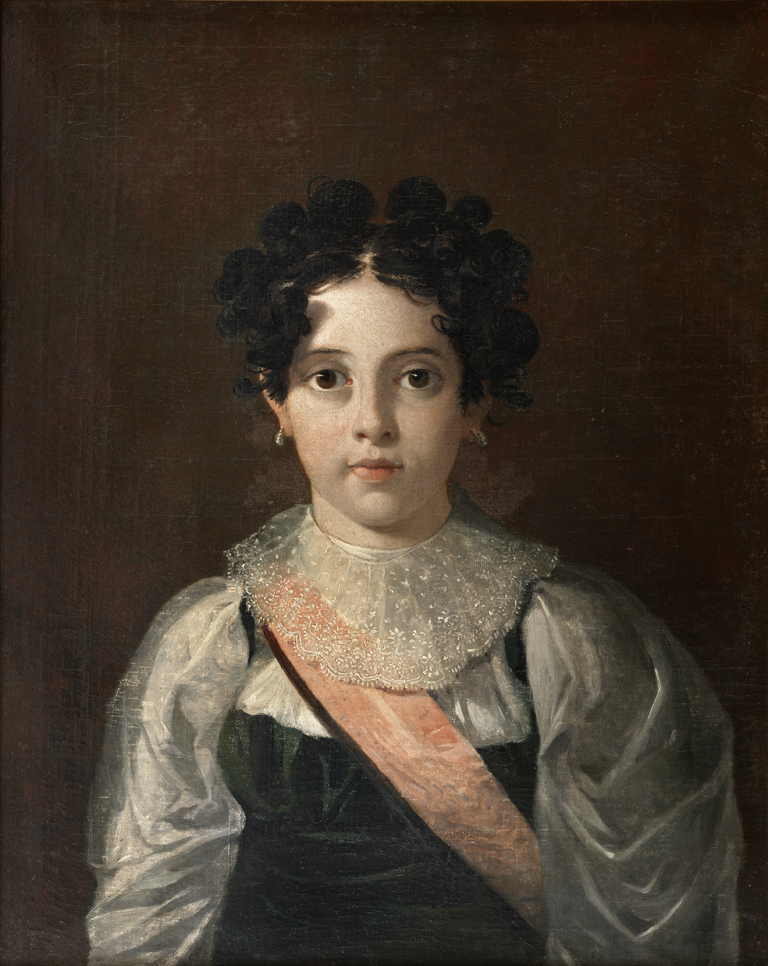
L'infante Anne de Jésus Marie de Bragance

### Retour au Portugal et mariage
De retour à Lisbonne, l'infante est le témoin des divisions qui traversent sa famille et qui mettent en péril la stabilité du Portugal. Ses parents, le roi Jean VI et la reine Charlotte-Joachime, se détestent et la souveraine complote ouvertement avec son fils cadet l'infant Michel, frère d'Anne de Jésus, pour renverser le monarque et mettre un terme au vent de libéralisme qui secoue le Portugal.
Dans ce contexte mouvementé, l'infante noue une liaison secrète avec le marquis de Loulé, un aristocrate dont la famille est bien en dessous des standards matrimoniaux des maisons royales de cette époque. Rendue publique après que la princesse soit tombée enceinte, leur relation provoque donc un énorme scandale. Cependant, la reine Marie II, par la voix de l'infante-régente Isabelle-Marie de Bragance, accorde toutefois l'autorisation au couple de se marier, le 5 décembre 1827, soit vingt-deux jours avant la naissance de son premier enfant.

### Soutien à Marie II et exil
Le roi Jean VI étant décédé en 1826 et son fils aîné ayant été proclamé empereur du Brésil indépendant en 1822, le Portugal est secoué par une grave crise de succession. Le pays et la famille royale se divisent ainsi entre partisans de la jeune Marie II, soutenue par les libéraux, et les partisans de son oncle Michel Ier, appuyé par les conservateurs.
Contrairement à sa mère et à ses sœurs Marie-Thérèse, Françoise, Isabelle-Marie et Assomption, toutes ardentes partisanes de l'absolutisme royal, Anne de Jésus prend parti pour sa nièce Marie II et pour les libéraux. Elle fuit ainsi le Portugal avec son époux et ses enfants et retrouve la jeune souveraine à Londres.
Après quelques semaines dans la capitale anglaise, Anne de Jésus et sa famille décident de gagner le Brésil et de se placer sous la protection de  l'empereur Pierre Ier.

### Guerre civile et séparation

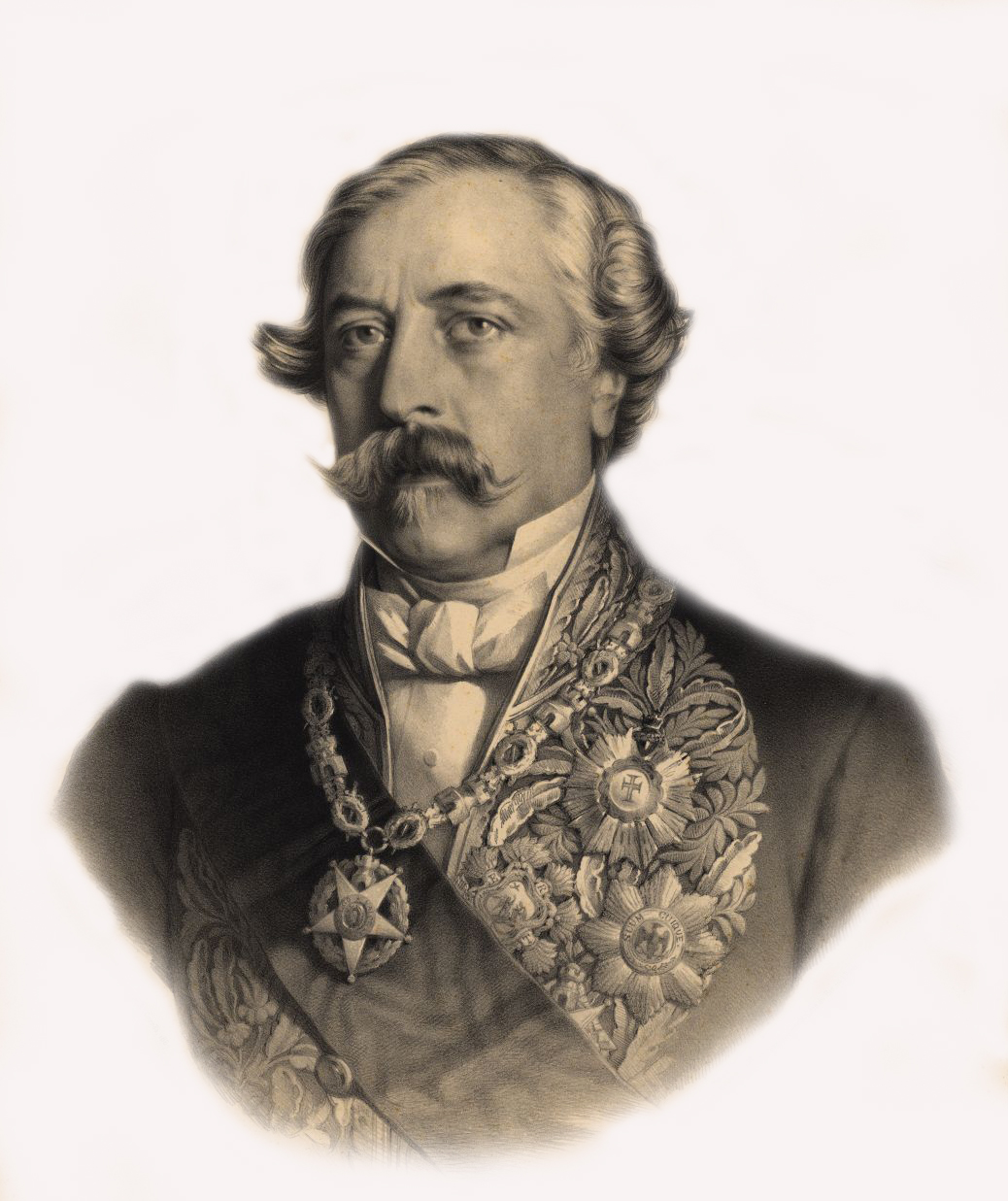
Le marquis de Loulé

En 1831, Pierre Ier renonce à la couronne brésilienne pour rentrer en Europe et restaurer sa fille Marie II sur le trône de Portugal. Anne de Jésus, son époux et leurs enfants l'accompagnent et le marquis de Loulé prend les armes aux côtés de son beau-frère durant la guerre civile qui éclate au Portugal (1832-1834).
Installée en Italie pendant ce temps, Anne de Jésus y donne le jour à ses derniers enfants. Une fois la paix revenue, Anne de Jésus prend la décision de rester vivre  Rome : la guerre a en effet éloigné le couple, qui choisit de se séparer en 1835. De son côté, le marquis de Loulé rentre au Portugal, où il assume plusieurs charges ministérielles.
Anne de Jésus meurt à Rome en 1857, cinq ans avant que son époux ait été élevé au rang de duc de Loulé.

## Postérité
Après la mort sans postérité du roi Manuel II de Portugal (1932) et à la suite de l'exclusion de Michel Ier de Portugal et de ses héritiers (1834), une partie des descendants d'Anne de Jésus revendique la succession au trône de Portugal contre leur cousin, dom Duarte Nuno de Bragance.
Aujourd'hui, dom Pedro José Folque de Mendoça Rolim de Moura Barreto (né en 1958), 6e duc de Loulé, se considère ainsi comme l'héritier du trône de Portugal.